# 愛知県道496号白鳥豊橋線
愛知県道496号白鳥豊橋線（あいちけんどう496ごう しろとりとよはしせん）は、愛知県豊川市白鳥から愛知県豊橋市大橋通3丁目に至る一般県道である。

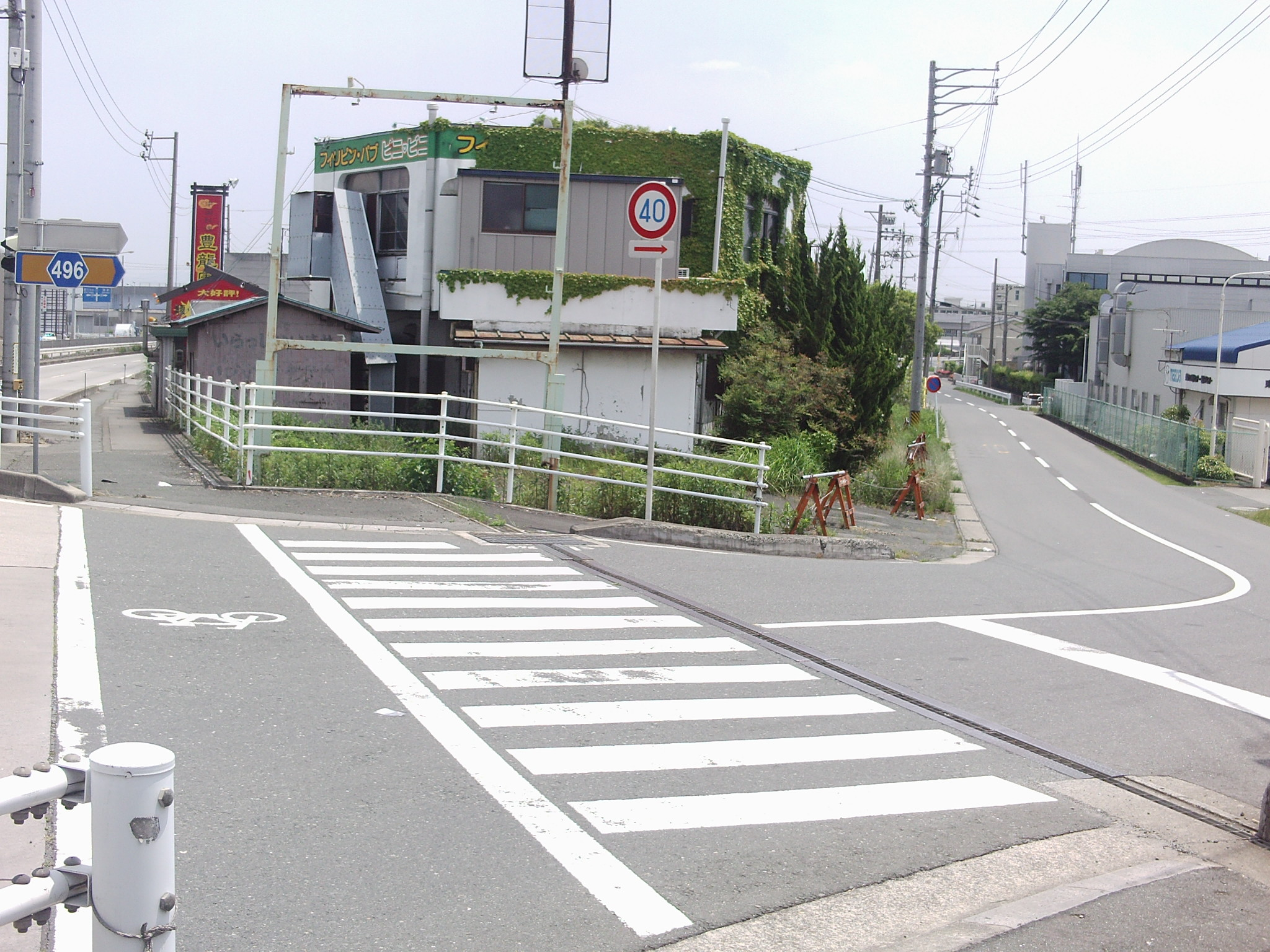
白鳥町（起点）。この先、愛知県道31号東三河環状線が建設されたため、直進は不可。迂回の必要あり。

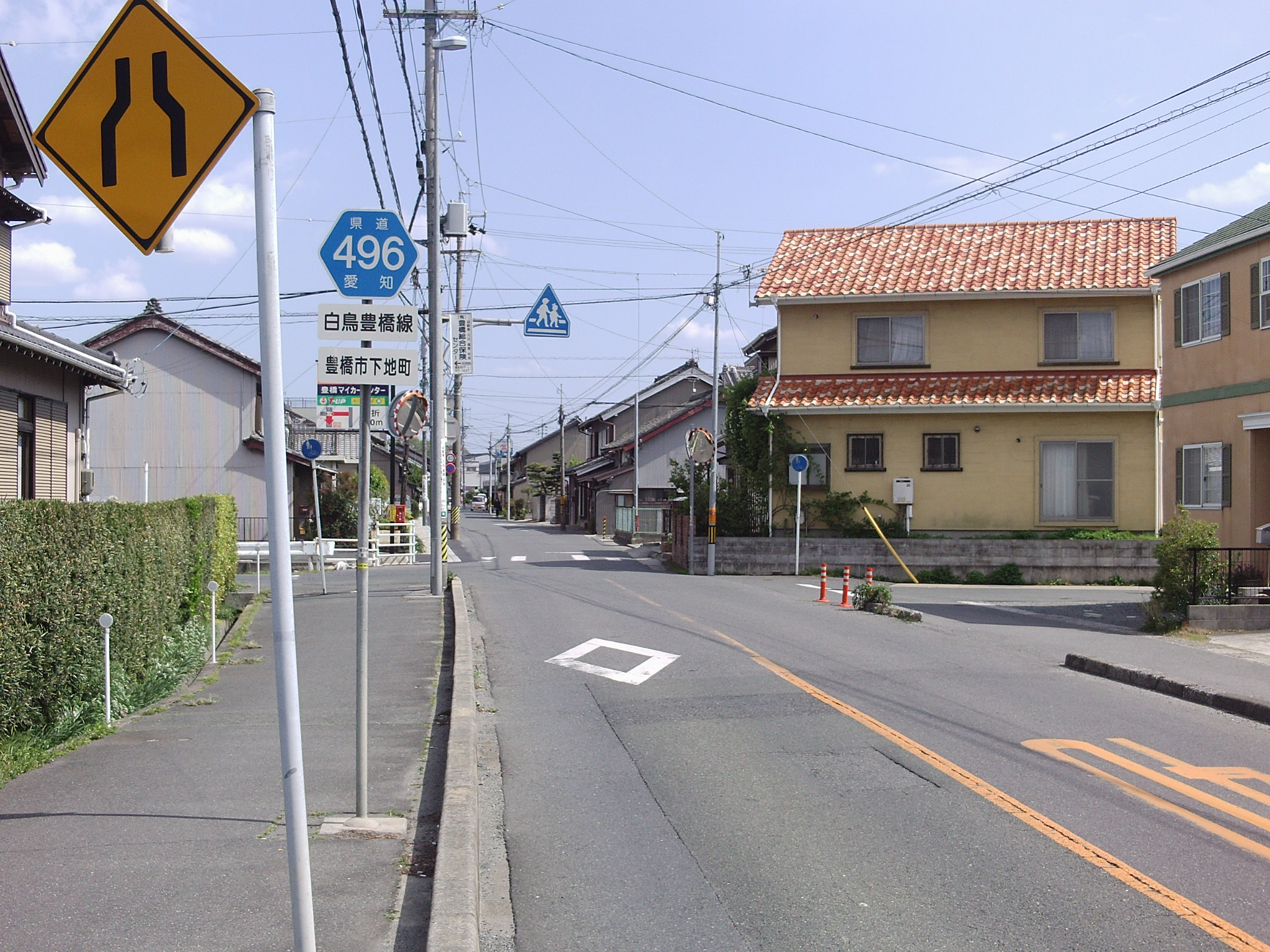
豊橋側（下地町）。豊川の右岸。この県道は全線が東海道である。

## 概要
ほぼ全線にわたって旧東海道が県道となったものである。沿線には民家が建ち並んでいるが、豊川市内においては工場が多い。飯田線の踏切を横断して、小坂井バイパス交点の先で豊川放水路に架かる橋を渡る。豊橋市内に入ると、魚市場などがある活気のある通りを走行する。町屋が立ち並んで少し昔の雰囲気が味わえる川沿い（豊橋市下地町：途中に徳川家康の馬印で名を知られる聖眼寺がある）を走行し、豊橋北交差点を右に曲がり、豊川に架かる豊橋（とよばし：豊橋と言う地名の由来）を渡る。そのまま、豊橋駅・市内線駅前停留場方面へ南進し、駅に至る前の国道23号との交差点（守下）が終点である。
起点からすぐの豊川市白鳥町内で愛知県道31号東三河環状線と交差するが、県道31号の中央部が直近で国道1号を跨ぐ高架橋により隔絶されているため直進できない。そのため、豊川（国府地区）からこの道で豊橋方面に向かう（またはその逆）ためには迂回する必要がある。すぐ近くにある市道が案内標識のある迂回路になっており、その市道は県道31号の名鉄跨線橋下を通り抜けるため、県道31号の高架橋には邪魔されない。

### 路線データ
- 起点：愛知県豊川市白鳥（白鳥5丁目西交差点）
- 終点：愛知県豊橋市大橋通3丁目（守下交差点）
- 全長：約8.4km（上記の迂回路を含む）

## 沿革
- 1965年11月29日 認定

## 通過する自治体
- 愛知県
  - 豊川市
  - 豊橋市

## 沿線
- WAVE 白鳥店
- ローソン 豊川伊奈店
- 佐奈川（佐奈橋）
- フードオアシスあつみ 宿店
- 菟足神社
- 山本製粉
- 善光寺川（万石橋）
- 豊川放水路（高橋）
- 豊橋トーエー 食品センター
- 豊橋魚市場
- ファミリーマート 豊橋瓜郷前川店
- 瓜郷遺跡
- 聖眼寺
- 豊川（豊橋）
- 湊町公園

## 接続する道路
- 国道1号（白鳥5丁目西交差点）
- 愛知県道31号東三河環状線（左折方向のみ）
- 愛知県道21号豊川新城線（豊川市桜町、市道御津豊川線を介して接続）
- 愛知県道373号金野豊川線（豊川市伊奈町南山新田・伊奈茶屋交差点間で重複）
- 愛知県道384号小坂井御津線（平坂街道）（宿西交差点）
- 愛知県道385号前芝小坂井停車場線（豊川市小坂井町蔵屋敷・才ノ木交差点間で重複）
- 国道247号（小坂井バイパス）（才ノ木南交差点）
- 愛知県道387号清須下地線（豊橋市下地町字四ッ屋/字豊岸・豊橋北交差点間で重複）
- 愛知県道393号豊橋港線（通称：大橋通り、守下交差点）
- 国道23号（蒲郡街道）（守下交差点）

## 別名
- 旧東海道（豊川市）